# Georg van Themseke
Georg van Themseke (* um 1470 in Brügge; † März 1535 ebenda) war 1516 und von 1526  bis 1527 Botschafter von Karl V. bei Heinrich VIII. von England.

## Leben
Seine Eltern waren Monica de Helle und Jean van Themseke.
Seine Frau war Jacqueline de Coudenhove.
Ihre Kinder waren: Charles, Guillaume, Guislain Guillaume, Isabelle, Jean, Philippe und Ysabelle.
Themseke war möglicherweise etwa ab 1491 Domkapitular von St. Gundula in Brüssel daneben hatte er einige Ämter im Domkapitel von Notre Dame in Kortrijk.
Themseke war mit Jan Goetbuer (†<24. September 1519) ein Kandidat für das Kapitel der Sint-Donaaskerk in Brügge. Aber die Wahl am 29. Mai 1499 brachte keine Entscheidung, die römische Kurie annullierte die Wahl und berief Kardinal Antonio Trivulizion zum Interimskapitular Trivulzion trat am 5. Mai 1502 zugunsten von Goetgebuer zurück. Goetbuer blieb Domkapitular bis zu seinem Tod 1519 und wurde von einem Freund von Erasmus von Rotterdam, Marcus Laurinus am 24. September 1519 als Domkapitular abgelöst.
Themseke hatte 1505 Pfründe am Domkapitel der Kathedrale von St. Donatian in Brügge erhalten und hielt sich häufig in Brügge auf. Zu seinen zahlreichen Privilegien gehörte von 1505 bis 1530 das Probstamt von Kassel und Haarlem.
Themseke hatte Beziehungen zum burgundischen Hof und führte zahlreiche diplomatische Missionen von 1508 bis 1532 aus. 1504 wurde er mit Jéróme de Busleyden zum Rat im Großen Rat von Mecheln berufen. Im Ständerat vertrat er 1531 den Adel.
Erasmus von Rotterdam traf Themseke im Sommer 1516 in Brüssel an der Dinnertafel von Jean le Sauvage (oder Silvagius), Chancelier de Brabant und berichtete positiv über ihn.
Kurz darauf ging Themseke als Botschafter nach London, wo er Thomas Morus traf, welcher ihn in seiner Utopia ob seiner Kongenialität, seines diplomatischen Geschickes und seiner Bewandertheit in Gesetzesfragen pries. Es ist gut möglich, dass es sich bei Themseke um den Boten von Morus handelte, welcher als Kanoniker von St. Donatians beschrieben wurde und einen Brief von Morus an den Papst Hadrian VI. brachte, als er im Frühjahr 1523 im diplomatischen Auftrag für Karl V. nach Rom reiste.
Am 8. März 1535 wurde sein Kousin für die Pfründe von Brügge berufen, weshalb um diese Zeit sein Todesdatum angenommen wird.